# Гобле д’Альвьелла, Феликс
Феликс, граф Гобле д’Альвьелла (фр. Félix Goblet d'Alviella, 26 мая 1884 — 7 февраля 1957) — бельгийский юрист, призёр Олимпийских игр по фехтованию.
Родился в 1884 году в Брюсселе; принадлежал к известной семье Гобле д’Альвьелла, был сыном ректора Свободного университета Брюсселя Эжена Гобле д’Альвьелла и правнуком первого бельгийского министра иностранных дел Альбера Гобле д’Альвьелла. В 1920 году завоевал серебряную медаль в командном первенстве на шпагах на Олимпийских играх в Антверпене, став при этом 10-м в личном первенстве. В 1924 году принял участие в Олимпийских играх в Париже, но медалей не завоевал.
Был редактором «Revue de Belgique».